# دوکونو
دوکونو (به لاتین: Dukono) یک کوه و آتشفشان در اندونزی است که در Halmahera Utara واقع شده‌است. دوکونو ۱٬۳۳۵ متر بالاتر از سطح دریا واقع شده‌است.